# Kapelle St. Ursula (Großenast)

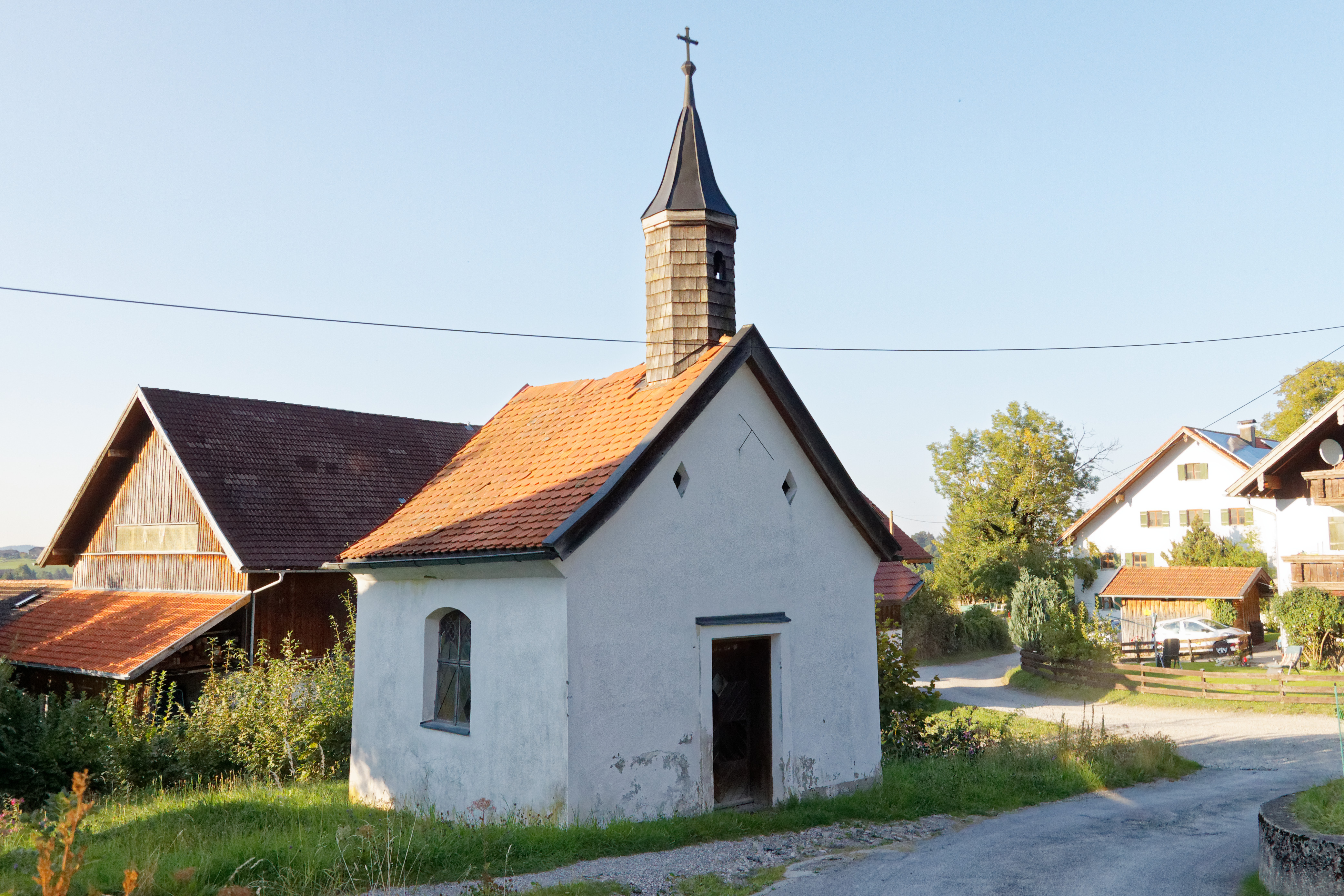
Kapelle St. Ursula in Großenast

Die Kapelle St. Ursula  ist eine Kapelle im Ortsteil Großenast der oberbayerischen Gemeinde Bad Kohlgrub. Die Kapelle ist der heiligen Ursula von Köln gewidmet. Das Bauwerk ist als Baudenkmal in die Bayerische Denkmalliste eingetragen.

## Beschreibung

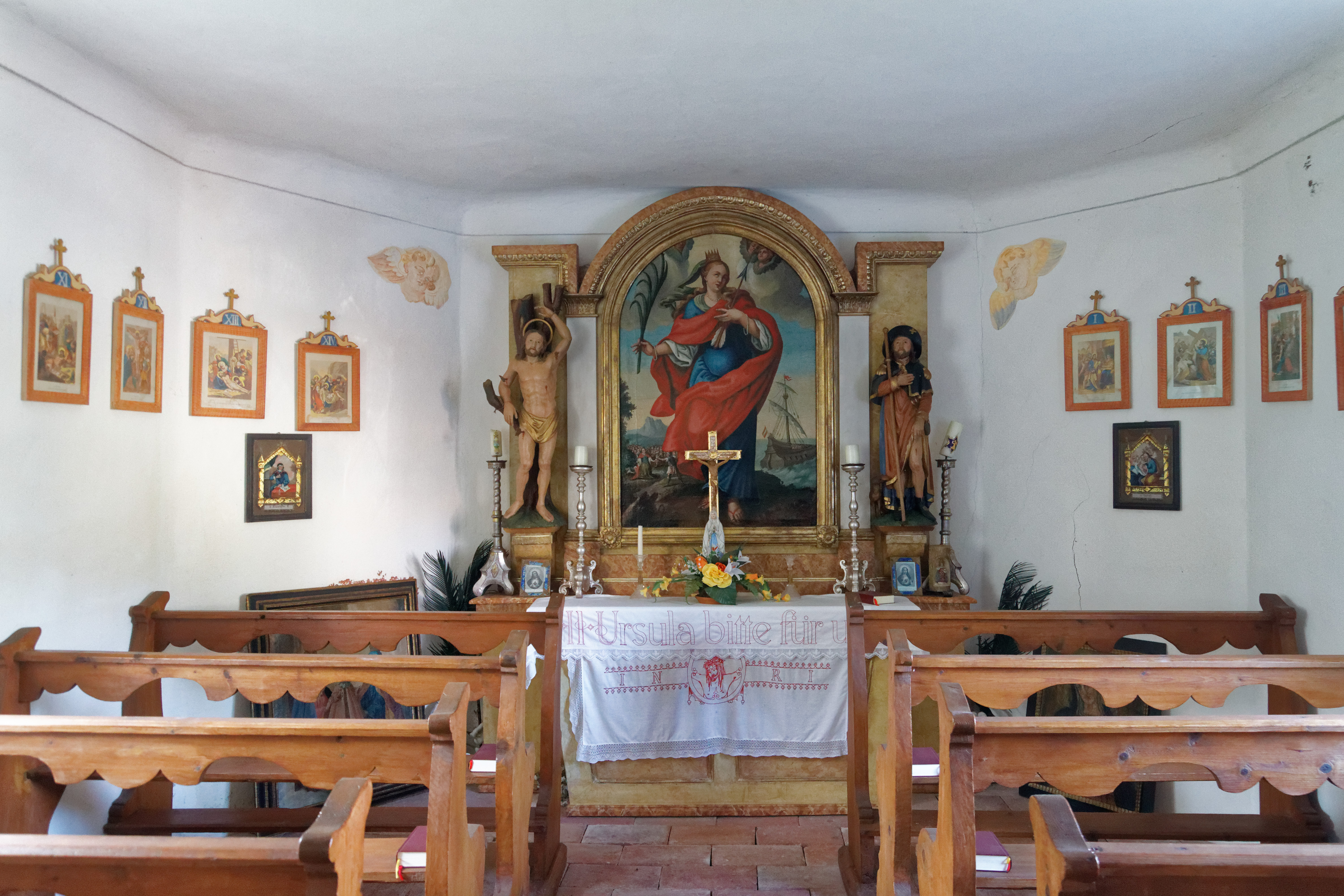
Inneres der Kapelle

Die Kapelle liegt in der Nähe des Mühlbachs an einer Zufahrt zu einem Bauernhof. Sie wurde 1864 erbaut.
Der etwa 5 × 5 Meter große Bau ist an seiner Rückseite mit einem Dreiachtelschluss versehen. Er trägt ein Satteldach, auf dem nahe der nach Südosten zeigenden Eingangsseite ein Dachreiter mit Spitzhelm sitzt. Beidseitig hat der Bau je ein rundbogiges Fenster. 
Im Inneren ist die Kapelle ein einschiffiger Saalbau. Der Altaraufsatz im Frühklassizistischen Stil ist wohl älter als die Kapelle. Er zeigt ein Bild der heiligen Ursula aus dem späten 18. Jahrhundert, flankiert von den Heiligen Sebastian (links) und Rochus (rechts). Zu der weiteren Ausstattung der Kapelle gehören ein Kreuzweg und einige alte Hinterglasbilder.  